# Gare de Saint-Pierre-des-Corps
Gare de Saint-Pierre-des-Corps vasútállomás Franciaországban, Saint-Pierre-des-Corps településen.

## Vasútvonalak
Az állomást az alábbi vasútvonalak érintik:
- Párizs–Bordeaux-vasútvonal
- Vierzon–Saint-Pierre-des-Corps-vasútvonal

## Kapcsolódó állomások
A vasútállomáshoz az alábbi állomások vannak a legközelebb:
- Gare de Montlouis (Paris Gare d’Austerlitz, Párizs–Bordeaux-vasútvonal)
- Gare de Véretz - Montlouis (Gare de Vierzon-Ville, Vierzon–Saint-Pierre-des-Corps-vasútvonal)
- Gare de Tours
- Gare de Monts (Gare de Bordeaux-Saint-Jean, Párizs–Bordeaux-vasútvonal)
- Gare de La Membrolle-sur-Choisille
- Gare de Saint-Genouph
- Gare de Joué-lès-Tours
- Gare de Vendôme - Villiers-sur-Loir TGV